# Academia de Ciências de Moçambique
A Academia de Ciências de Moçambique (ACM) é uma instituição científica moçambicana que reúne académicos, cientistas e inovadores, visando promover o desenvolvimento do saber e da tecnologia no país.
A ACM tem a sua sede em Maputo, capital de Moçambique, e abrange os domínios das ciências naturais, tecnológicas, sociais e humanas. Apesar de ter sido criada pelo decreto 29/2007 de 19 de Junho, aprovado pelo Conselho de Ministros no quadro da implementação da Estratégia de Ciência, Tecnologia e Inovação de Moçambique, a ACM só foi oficialmente lançada a 20 de Fevereiro de 2009, pelo então presidente da República Armando Emílio Guebuza.
A ACM tem como objectivos contribuir para o desenvolvimento da ciência e tecnologia em Moçambique; divulgar os avanços científicos nacionais e universais; prestigiar a investigação científica de excelência feita no país; elevar a ética profissional e a valorização social dos cientistas moçambicanos; estreitar os vínculos dos cientistas entre si, com a sociedade e com o resto do mundo.